# Zbyněk Irgl
Zbyněk Irgl (Ostrava, 29 novembre 1980) è un hockeista su ghiaccio ceco.

## Palmarès

### Mondiali
- 1 medaglia:
  - 1 argento (Lettonia 2006)